# Мюллер, Брук
Брук Джей Мю́ллер (англ. Brooke Jaye Mueller; род. 19 августа 1977 года, Палм-Бич, Флорида, США) — американская актриса и агент по недвижимости.

## Биография
Брук Джей Мюллер родилась 19 августа 1977 года в городе Палм-Бич (штат Флорида, США).
В 1998—2008 годах снималась в кино. Сейчас работает агентом по недвижимости.
Она дважды была замужем. Её первым супругом был Скотт Аллен. Вторым супругом Брук стал Чарли Шин (были женаты в 2008—2011 годах), от Шина Брук родила сыновей-близнецов — Боба и Макса (14.03.09).

## Фильмография
| Год       |   | Русское название   | Оригинальное название      | Роль      |
| --------- | - | ------------------ | -------------------------- | --------- |
| 1997—1999 | с | USA High           | USA High                   | девушка   |
| 1999      | ф | Дом ведьм          | Witchouse                  | Джанет    |
| 2004      | ф | Любовная лихорадка | A Love Song for Bobby Long | Сэнди     |
| 2008      | ф | Только секс        | Strictly Sexual            | Кассандра |